# Jun Aoyama
Jun Aoyama (jap. 青山 隼 Aoyama Jun; ur. 3 stycznia 1988) – japoński piłkarz.

## Kariera klubowa
Od 2006 do 2015 roku występował w klubach Nagoya Grampus, Cerezo Osaka, Tokushima Vortis i Urawa Reds.

## Kariera reprezentacyjna
W 2007 roku Jun Aoyama zagrał na Mistrzostwach Świata U-20.